# Nototriche peruviana
Nototriche peruviana là một loài thực vật có hoa trong họ Cẩm quỳ. Loài này được M. Chanco mô tả khoa học đầu tiên năm 1992.